# Колібрі-довгодзьоб
Колі́брі-довгодзьо́б (Doryfera) — рід серпокрильцеподібних птахів родини колібрієвих (Trochilidae). Представники цього роду мешкають в Центральній і Південній Америці.

## Види
Виділяють два види:
- Колібрі-довгодзьоб зеленолобий (Doryfera ludovicae)
- Колібрі-довгодзьоб синьолобий (Doryfera johannae)

## Етимологія
Наукова назва роду Doryfera походить від сполучення слів дав.-гр. δορυ — спис і φερω — носити.